# Sierra del Caurel
La Sierra del Caurel (in galiziano: Serra do Courel) è una catena montuosa nel sud-est della provincia di Lugo, nella comunità autonoma della Galizia. Si estende tra i comuni di Folgoso de Caurel (per la maggior parte), Quiroga e Piedrafita del Cebrero.
Si estende per 21 020 ettari di superficie e la sua altitudine può variare dai 400 ai 500 metri sul livello del mare nella valle del fiume Lor fino a oltre 1 600 metri sul livello del mare in alcune cime montuose come Montouto (1541 m), Formigueiros (1643 m) o Pía Paxaro (1610 m). Il fiume Lor e i suoi affluenti sono fondamentali nell'ecosistema locale, dal momento che svolgono la funzione di salvaguardia dell'ambiente.